# Месмахер, Максимилиан Егорович

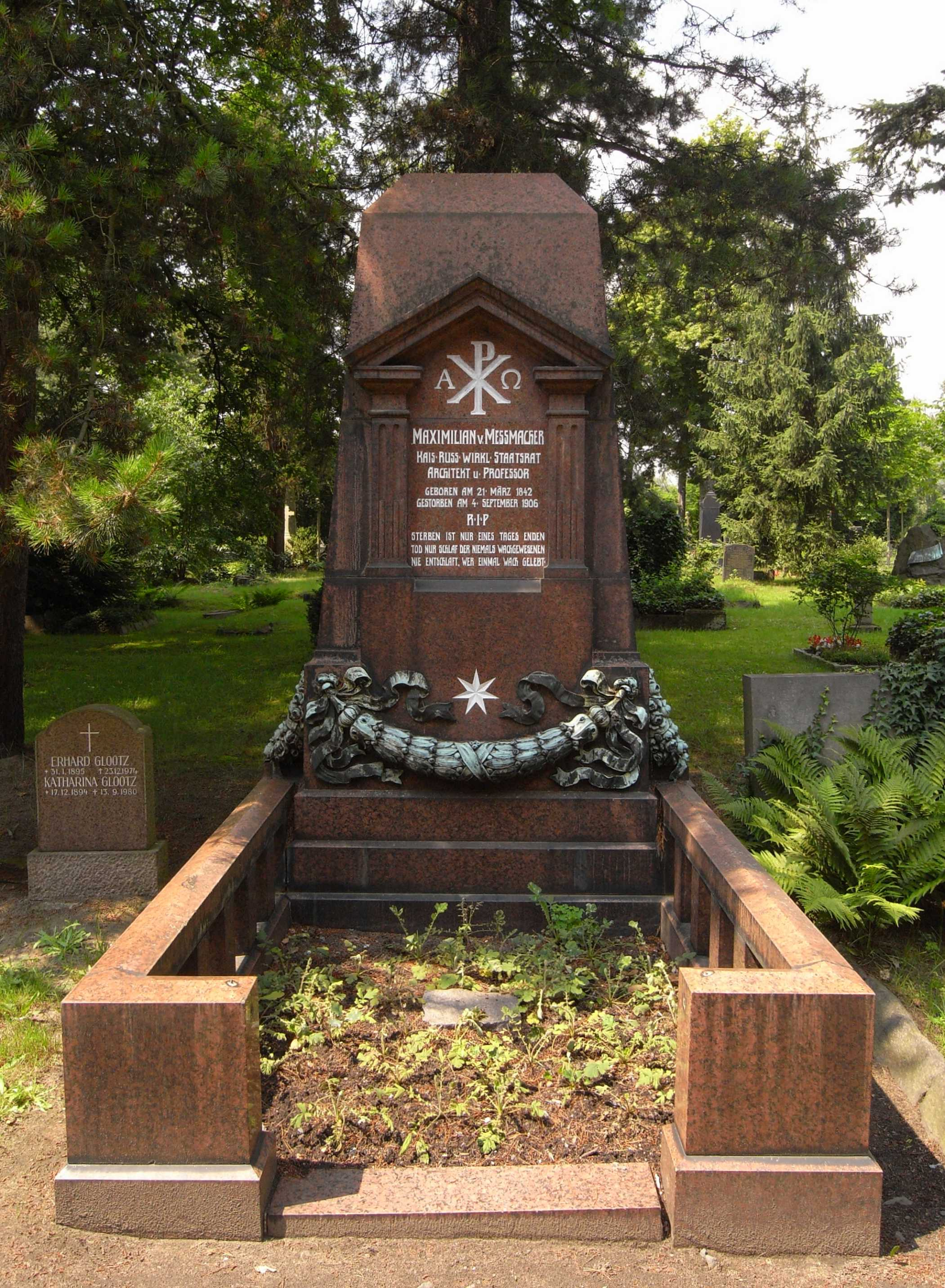
Могила на кладбище Йоханнис, Дрезден

Максимилиан Егорович [фон] Месмахер (нем. Maximilian von Messmacher; 21 марта 1842, Санкт-Петербург — 4 сентября 1906, Дрезден) — русский архитектор, сторонник эклектики, крупная фигура среди петербургских зодчих пореформенной эпохи, педагог. Академик (с 1872) и профессор (с 1890) Императорской Академии художеств, один из организаторов и первый директор (в 1879–1896) Училища барона Штиглица в Петербурге, один из основоположников русской школы технического рисования. Действительный статский советник (1896).

## Биография
Родился 21 марта 1842 года в Санкт-Петербурге, в семье немецкого каретного мастера, уроженца города Ревеля, Иоганна Георга Месмахера (1801–1867) и петербурженки Доротеи Шарлотты Шмеллинг (Дарьи Карловны Месмахер; (1811–1901). Рано потерял отца, но Дарья Карловна, несмотря на большие материальные трудности, дала всем трем сыновьям хорошее образование. В 1850 году Максимилиан поступил в Главное немецкое училище Святого Петра. Там же учились и его братья — старший Теодор-Генрих (Федор Егорович; ум. в 1900), который стал впоследствии врачом, и младший Георг-Эрнест (Георгий Георгиевич; 1848–1918), ставший юристом.
В 1857 году М. Месмахер начал занятия в рисовальной школе Общества поощрения художеств. В 1860 году поступил в Императорскую академию художеств, а уже в 1861 году удостоился Малой серебряной медали за проект охотничьего замка. При окончании Академии в 1866 году получил Большую золотую медаль за проект загородного дома. Эта награда позволила Максимилиану Месмахеру выехать за границу для продолжения обучения в качестве пенсионера Академии.
Заграничная поездка началась 1 мая 1867 года. Месмахер посетил Италию, Бельгию, Германию, Испанию, Грецию и Турцию, во время путешествия много рисовал. Рисунки и акварели Месмахера получили в России одобрительные оценки. Академия художеств отправила Месмахера на Всемирную выставку, где жюри присудило ему медаль «За искусство». В Италии работал над реставрацией Таорминского театра на Сицилии в сотрудничестве с В. А. Коссовым. За эту работу, по возвращении в Санкт-Петербург, Месмахеру было присвоено звание академика архитектуры (1872).

### Карьера в России
В 1873 году в чине титулярного советника поступил на службу в Техническо-строительный комитет.
В 1877—1879 годах Месмахер производил вместе с А. Шамбахером переделки и постройки в доме, Высочайше пожалованном Обществу поощрения художеств.
В 1880 году по приглашению статс-секретаря А. А. Половцова Месмахер занял пост директора новоучреждённого Центрального училища технического рисования барона А. Л. Штиглица.
Главные сооружения М. Е. Месмахера — дворец великого князя Алексея Александровича (набережная реки Мойки, д. № 122 — Английский проспект, 2-4, 1882—1885), перестроенный из особняка А. И. Сабурова (1844, архитектор Д. Е. Ефимов), и здание Центрального училища барона Штиглица в Санкт-Петербурге, дворец Александра III в Массандре, в Крыму (ныне Массандровский дворец-музей).
С 1877 по 1888 год состоял штатным архитектором Исаакиевского собора. В 1882 году при его непосредственном участии выполнялись уникальные ремонтные работы, связанные с исправлением последствий неравномерной осадки здания собора. Всего шесть рабочих привели каждую из 48 многотонных колонн собора из наклонного в строго вертикальное положение по проекту, разработанному Месмахером.
С 31 марта 1884 года был членом особого отдела Учёного комитета Министерства народного просвещения по техническому и профессиональному образованию.
Строитель здания музея Центрального училища технического рисования барона фон Штиглица в Санкт-Петербурге и первый его директор (1877—1896). С 1874 года преподавал акварельную живопись в рисовальной школе Общества Поощрения художеств, в Училище барона Штиглица — акварель, декоративное рисование и историю стилей. Анна Остроумова-Лебедева, заставшая Месмахера в бытность студенткой ЦУТР, вспоминала: «Властный, умный и энергичный человек. В школе — отличные, светлые классы, электрическое освещение (в то время редкость), чистота, порядок, организованность, дисциплина. В младших классах Месмахер преподавал сам, первый знакомясь со вновь поступившими. Подходит он к каждому индивидуально, внимательно, тонко подмечая особенности каждого. Он был строг и требователен, но в нем была простота в обращении, правдивость, искренность и справедливость».
В конце 1897 года из-за конфликта с А. А. Половцовым, председателем Совета Училища, Месмахер оставил службу и переехал в Дрезден, где продолжил заниматься архитектурными проектами и преподавать архитектуру. Из средств ЦУТР, директором которого Месмахер был на протяжении 19 лет, ему была назначена пожизненная пенсия в размере шести тысяч рублей в год, что обеспечивало безбедное существование семьи. В саксонской столице Месмахер и закончил свои дни — он умер 4 сентября 1906 года; надгробие ему сохранилось на лютеранском кладбище Йоганнисфридхоф.

### Награды
Имел награды: орден Святого Владимира 4-й степени (1878), орден Святого Станислава 2-й степени (1882), орден Святого Владимира 3-й степени (1888).

### Семья
Жена — Варвара Александровна Андре (1865—1918), художница, ученица М. Месмахера. После смерти мужа вернулась с детьми в Санкт-Петербург и жила по адресу: Каменноостровский проспект, дом 61.
- Сын — Георг Максимилианович Месмахер (1897—1915).
- Дочь — Элеонора Максимилиановна Кондиайн (1899—1986), художница, график, оформитель детских книг, создатель учебников[10][11], жена астронома Александра Александровича Кондиаийна (Кондиайни; 1889—1937).
  - Внуки: Олег (1921—2007), геолог, участник Великой Отечественной войны[12], и Ярослав (род. 1922).
    - Правнук — Михаил Олегович Кондиайн (род. 1954), архитектор[13][14].

Племянник — Георгий Георгиевич Месмахер (1891—1938), репрессирован.

## Проекты и постройки

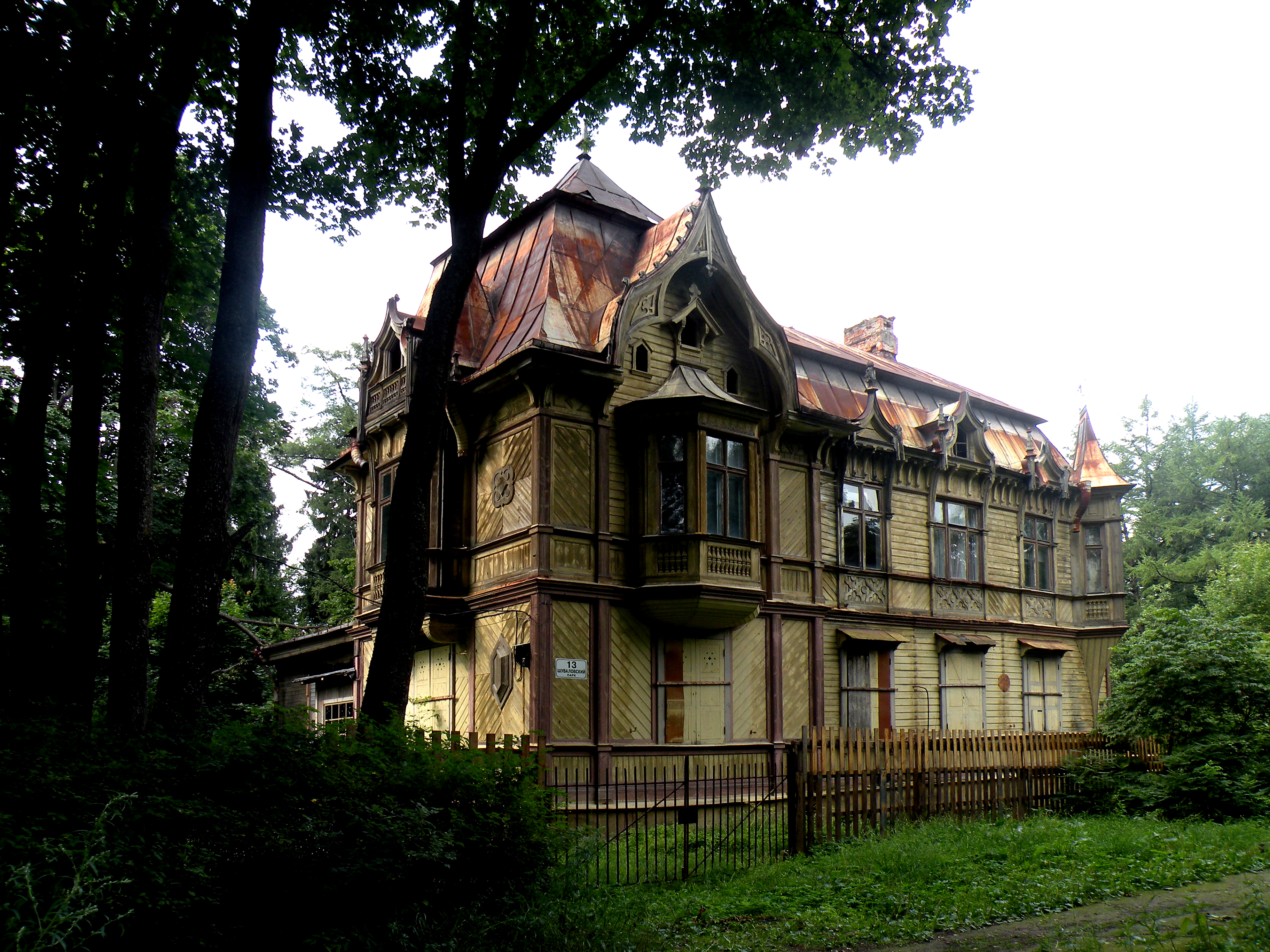
Дом Месмахера в Шуваловском парке

- Большая Морская улица, д. № 45 — отделка интерьеров особняка В. Ф. Гагариной. 1873—1874. Совместно с И. В. Штромом.
- Улица Смольного, д. № 1 — иконостас Воскресенского Смольного собора 1873—1875. (Не сохранился).
- Кирочная улица, д. № 28а — церковь Космы и Дамиана при лейб-гвардии Сапёрном батальоне. 1876—1879. (Перестроена. Не сохранилась).
- Большая Морская улица, д. № 38 — здание Общества поощрения художников. Перестройка. 1877—1878. (Перестроено).
- Улица Чайковского, д. № 11 / Моховая улица, д. № 2 — домовая церковь особняка А. Д. Строгановой. 1878—1882. (Перестроена).
- Дворцовая набережная, д. № 26 — отделка интерьеров дворца великого князя Владимира Александровича (ныне Дом учёных). 1882—1885.
- Набережная реки Мойки, д. № 122 / Английский проспект, д. № 2-4 — комплекс дворца вел. кн. Алексея Александровича. 1882—1885. Включен особняк А. И. Сабурова, построенный в 1844 году архитектором Д. Е. Ефимовым
- Миллионная улица, д. № 36 / набережная Зимней канавки, д. № 3 — здание архива Государственного совета. 1883—1887. При участии В. М. Карловича.
- Соляной переулок, д. № 13 — здание Центрального училища технического рисования барона А. Л. Штиглица. Расширение. 1885—1886.
- Адмиралтейская набережная, д. № 8 / Азовский переулок, д.№ 1 / Черноморский переулок, д. № 5 — дворец великого князя Михаила Михайловича. 1885—1888.
- Соляной переулок, д. № 15 — здание музея при Центральном училище технического рисования барона А. Л. Штиглица. 1885—1896.
- Невский проспект, д. № 39 — отделка интерьеров Аничкова дворца. 1886—1887. (Не сохранилась).
- Набережная Крюкова канала, д. № 12 — манеж и конюшни Н. М. Половцовой. 1887.
- Английская набережная, д. № 68 — отделка интерьеров дворца великого князя Павла Александровича. 1888—1892.
- Большая Морская улица, д. № 52 — отделка интерьеров особняка А. А. Половцова. 1888—1892.
- Невский проспект, д. № 22-24 — внутренняя отделка Немецкой лютеранской церкви Св. Петра. 1896—1899. (Здание реконструировано).
- Дача Георга Егоровича Месмахера, находящаяся в современном Шуваловском парке, была построена в 1902 году по проекту, разработанному Максимилианом Егоровичем ещё в 1870-х.